# Stuart Roosa
Stuart Allen Roosa (16 de agosto de 1933 - 12 de diciembre de 1994) fue un astronauta estadounidense nacido en el estado de Colorado.

## Como astronauta
Con 33 años Roosa se convirtió en astronauta de la NASA, en 1966.
Fue el piloto del módulo de mando en la misión Apolo 14, en la cual también participaron Alan Shepard y Edgar Mitchell, que fueron los astronautas que alunizaron, mientras Stuart se mantenía en la órbita lunar.

### Árboles lunares
Roosa se llevó a la Luna una cantidad de 450 semillas, para ver si después de estar sometidas a la radiación que hay en el espacio, podrían germinar en el planeta Tierra, y así fue, después de la misión los árboles germinaron, actualmente se conservan principalmente en Estados Unidos, pero han llegado a otros países como Suiza, Brasil o Japón.

## Biografía
Como se indica en el comienzo nació en Colorado, en la ciudad de Durango, y se mudó a Oklahoma, a Claremore.
Roosa fue bombero paracaidista en el servicio Forestal de los Estados Unidos, haciéndose piloto militar en la Fuerza Aérea, y siendo seleccionado para el cuerpo de astronautas de 1966.
Roosa logró más 5.500 horas de vuelo, y 217 horas en el espacio.